# ゴジだっちゃ!
『ゴジだっちゃ!』は、NHK仙台放送局がNHKラジオ第1放送において2012年4月2日から2022年3月11日まで宮城県域、岩手県域、福島県域向けに放送されていたラジオ番組。“宮城100%井戸端ラジオ”という副題がついている。

## 概要
東日本大震災は、手軽に聞けるアナログラジオの重要性を改めて認識させた。そこでNHK仙台は、震災の教訓を踏まえ普段からラジオを聴く習慣を身につけさせようと、2011年度までラジオ第1放送で金曜に放送していた『情報ボックスみやぎ』を終了させ、平日夕方の17時台に帯で地域向けの情報番組を始めることを決め、2012年4月2日に第1回を放送した。しかし当日は順延続きだった選抜高校野球大会の日程の影響で、時間が短縮された。
震災当時、石巻市出身で入局以来長く東北に密着した活動を続ける地元仙台局の津田喜章、『今夜はなまらナイト』で有名な山形局の柴田徹と、地元出身アナウンサーの存在が被災者・避難者にとって心強い存在となった。そうした点を踏まえ、番組の締めを行うアナウンサー以外の2人は、喋りの世界で長く活動してきた県内出身者を採用した。
ちなみに番組のタイトルは、仙台弁から来ていて締めの挨拶は2020年度までは杉尾がいずれも「もうすぐ」とコールした後出演者全員で6時まで放送される通常放送は「ロクジ（6時）だっちゃ!」で、5時55分まで放送されるにっぽん列島夕方ラジオは「ゴジゴジュウゴフン（5時55分）だっちゃ!」、2021年は杉尾が「みちのくもそろそろ」とコールした後ゲストが「ロクジだっちゃ!」と決まっている。
2013年5月28日放送分から「らじる★らじる」でも全国に向けてネット配信を開始。2017年10月2日からは民放ラジオポータルサイト「radiko」でも宮城県内に配信開始。2018年4月12日より宮城以外の東北5県にも「radiko」による配信を開始。「らじる★らじる」では放送終了後1週間のオンデマンド配信（聴き逃し配信）も行っている。
2020年には新型コロナウィルスが日本中で拡大した事を受け、副題にある「宮城」を「マスク」に変えて杉尾はマスク100%井戸端ラジオ ゴジだっちゃ!、2021年度は岩手・福島でも聴く事が出来る事からみちのく3県井戸端ラジオ ゴジだっちゃ!と挨拶する様になった。
2022年3月11日の放送をもって放送終了。4月4日からは『Nandary』が放送開始。放送区域には上記3県に青森県域、秋田県域、山形県域も加わり、東北6県全域で聴取可能になる。

## 放送時間
平日（宮城県域） 17時05分～18時00分（JST）
平日（岩手県域）17時05分〜17時55分（JST）
月曜〜水曜（福島県域） 17時05分〜18時00分（JST）
- 2018年3月までは『先読み!夕方ニュース』は18時台のみの放送だった。
- 祝日や国会中継、高校野球や大相撲中継など特別編成となった時は短縮または休止。
- 2018年4月からは『にっぽん列島夕方ラジオ』で毎週木曜日に関東など一部地域に向けても放送。ただし、その際宮城県以外は17時55分で飛び降りとなる。

## 出演者
- 杉尾宗紀（仙台局チーフアナウンサー）

※他に県内外から日替わりで登場する「だっちゃ通信員」がいる。県内在住者や宮城県所縁の人が出演する。

### 過去
- 後藤心平（元フリーアナウンサー）
九州で民放を辞めてからも残り、フリーランスとして活動してきた。2012年度に金曜だけ出演、ほかはディレクターとして参加。
- 髙野志津（元楽天球団ウグイス嬢、仙台局番組出演契約キャスター）
パリでお菓子作りを学んだという異色の経歴も持つ。
- 加藤成史（元仙台局チーフアナウンサー）
2015年度より東京転勤（日本語センター出向）に伴う『NHKマイあさラジオ』出演のため降板。
- 竹内ゆみ（仙台局番組出演契約元キャスター）